# Marco 4

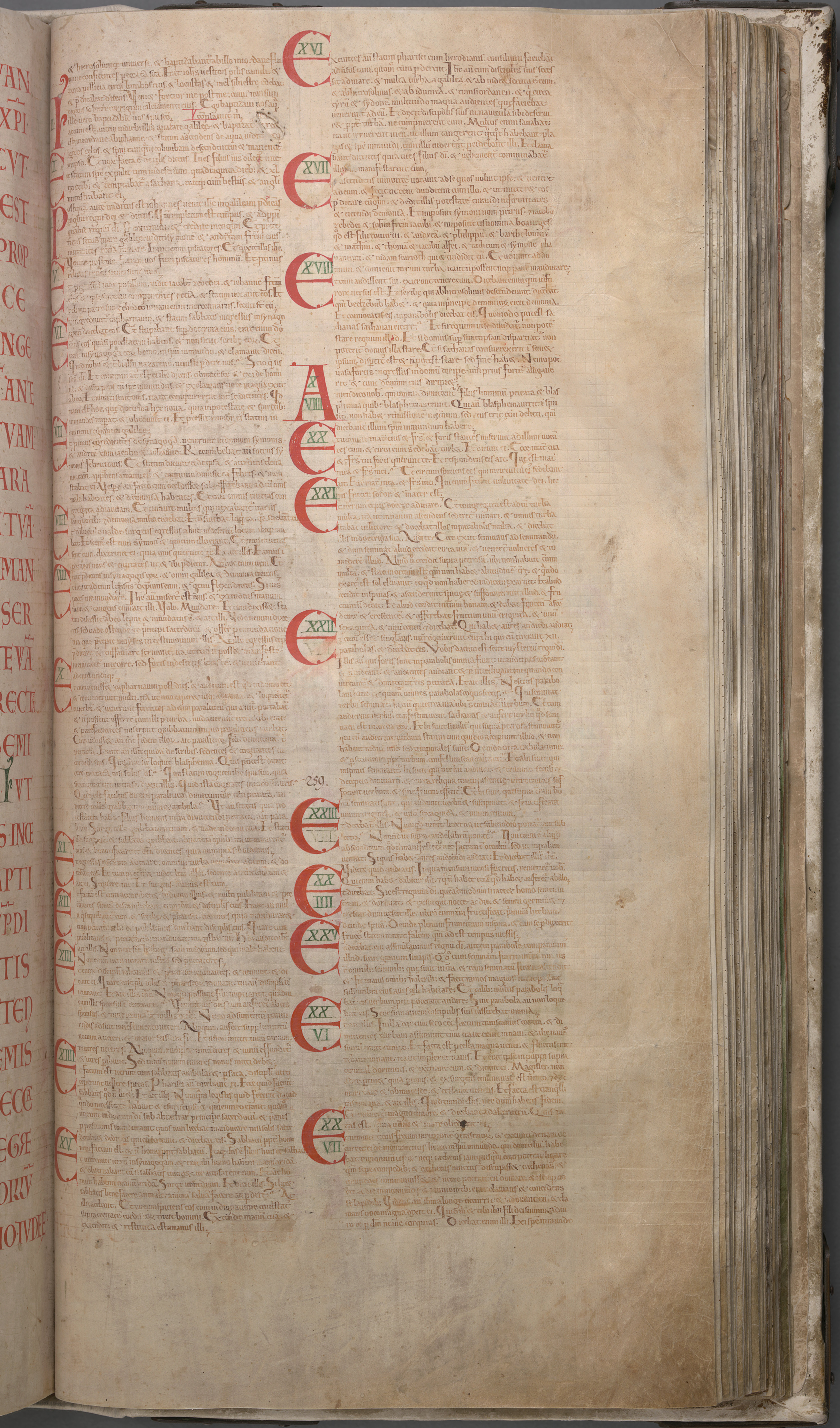
Marco 1,5–5,8 nel Codex Gigas (XIII secolo).

Marco 4 è il terzo capitolo del vangelo secondo Marco nel Nuovo Testamento. Il capitolo si apre con la parabola del seminatore, proseguendo con la spiegazione della stessa e della parabola del granello di senape. Entrambe queste parabole hanno dei paralleli in Matteo e Luca, ma questo capitolo ha anche una parabola unica in Marco, la parabola del seme che germoglia da solo.

## Testo
Il testo originale venne scritto in greco antico. Questo capitolo è diviso in 41 versetti.

### Testimonianze scritte
Tra le principali testimonianze documentali di questo capitolo vi sono:
- Codex Vaticanus (325-350)
- Codex Sinaiticus (330-360)
- Codex Bezae (~400)
- Codex Alexandrinus (400-440)
- Codex Ephraemi Rescriptus (~450)

## Parabole
Gesù si porta verso il lago (il Mare di Galilea), si siede in una barca, e parla "ad una grande folla" (Marco 4,1). Il Pulpit Commentary fa notare come "l'aggettivo greco, secondo le letture approvate, è pleistos, il superlativo di polus, e serve per rendere una moltitudine "molto grande". La stanza e il piccolo cortile non sono sufficienti ad accogliere queste persone".

### Il seminatore
La prima parabola di Marco è la parabola del seminatore, con Gesù che parla di sé stesso come un seminatore o un contadino che semina ed il suo seme è la sua parola. Gran parte del seme cade vanamente ma "altro seme cade su terreno buono. Nasce, cresce e produce una spiga, moltiplicandosi trenta, sessanta o cento volte (Marco 4,8). I suoi discepoli non comprendono la predicazione di Gesù in parabole né il significato di queste. Gesù poi si rivolge nuovamente alla folla: "Egli disse loro: «A voi è dato di conoscere il mistero del regno di Dio; ma a quelli che sono di fuori, tutto viene esposto in parabole, affinché: 12 "Vedendo, vedano sì, ma non discernano; udendo, odano sì, ma non comprendano; affinché non si convertano, e i peccati non siano loro perdonati"»" (Mc 4,11-12) con Gesù che cita Isaia 6,9-10. I primi cristiani utilizzarono questo passaggio di Isaia "...per spiegare la mancanza di una risposta positiva di Gesù e dei suoi discepoli agli ebrei." (Miller 21) Egli ribatte loro che non lo comprendono e spiega il significato della sua parola, precisando che quanti l'accettano sono quelli che produrranno i frutti più grandi. Questo passo si trova anche in Luca 8,4-15 e Matteo 13,1-23, nonché nel vangelo di Tommaso.

### La lampada sotto il recipiente

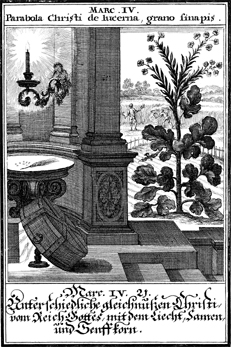
Illustrazione della parabola della lampada assieme alla Parabola del seme che germoglia da solo, nel vangelo di Marco 4.

Gesù parla ancora in parabole citando la parabola della lampada, secondo la quale nessuno accenderebbe una lampada per poi porla sotto un cesto, ma la lascerebbe brillare di luce (Marco 4,21). Egli dice, "Poiché non vi è nulla che sia nascosto se non per essere manifestato; e nulla è stato tenuto segreto, se non per essere messo in luce. Se uno ha orecchi per udire oda" (Marco 4,22-23). Quest'ultima frase, sulla base dei testi di Gesù, è una delle più famose di tutti i vangeli. Essa si ritrova anche in Luca 11,33 ed in Matteo 10,26-27. "Diceva loro ancora: «Badate a ciò che udite. Con la misura con la quale misurate sarete misurati pure voi; e a voi sarà dato anche di più; poiché a chi ha sarà dato, a chi non ha sarà tolto anche quello che ha»" (Marco 4,24-25).

### Il seme che germoglia da solo
La parabola del seme che germoglia da solo (versetti 26-29) e la parabola del granello di senape (versetti 30-32) seguono le precedenti, ciascuna mostrando delle analogie con la natura ed entrambe vogliono mostrare la crescita del regno di Dio. Nella parabola del seme che cresce da solo Gesù usa la metafora per chi pianta un seme ma non vi pone attenzione "Sino a quando non inizia a dare frutto, quando egli vi pone un bastone, perché il raccolto si è manifestato." (Marco 29). La parabola è ripresa in parte nel vangelo di Tommaso 21. Il granello di senape, dice Gesù, è come il rego di Dio perché incomincia da un piccolo seme e poi "...cresce e diventa più grande di tutti gli ortaggi; e fa dei rami tanto grandi, che all'ombra loro possono ripararsi gli uccelli del cielo." (Marco 32)

## Grandi miracoli

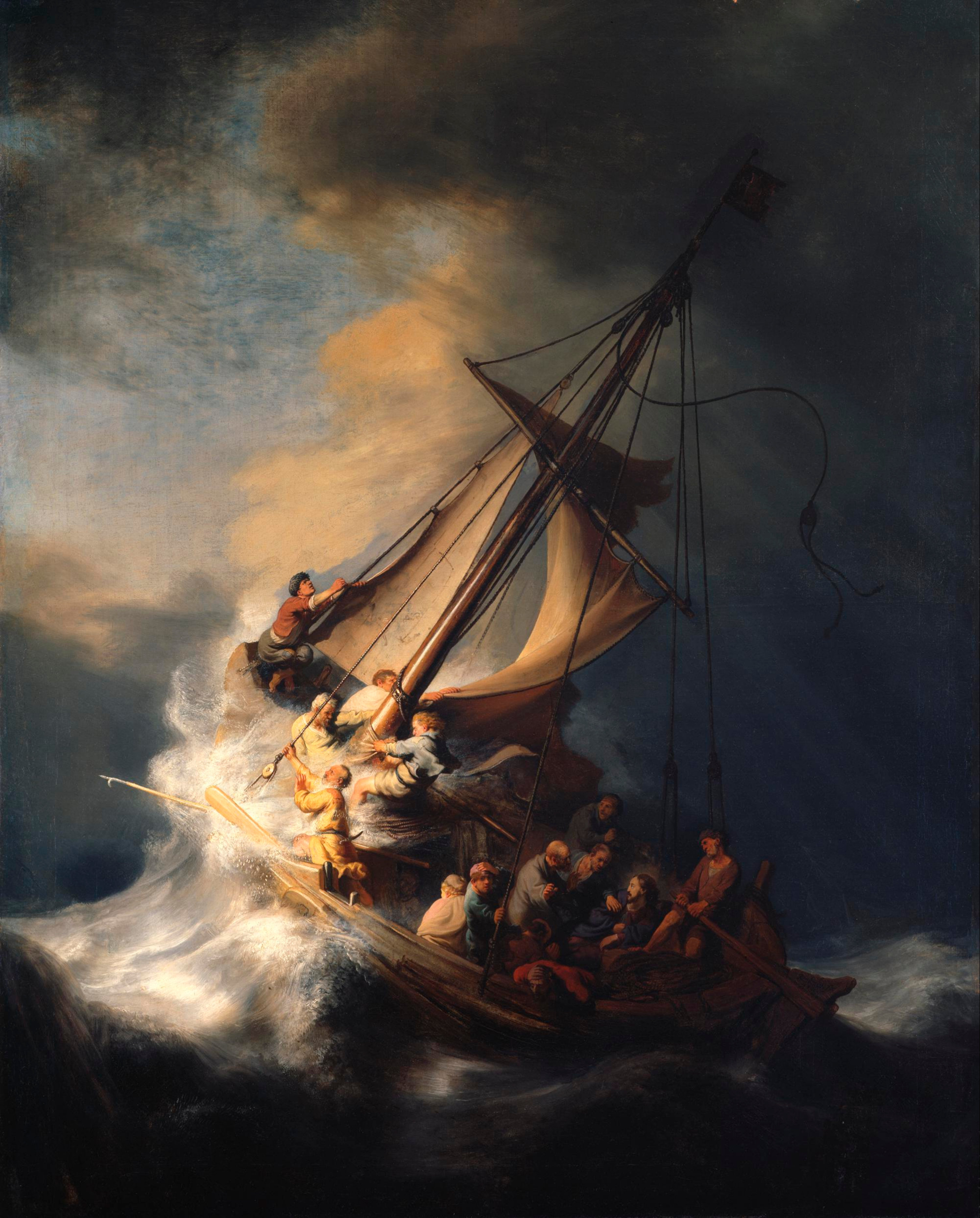
Cristo nella tempesta sul mare di Galilea di Rembrandt, 1633

Come per Matteo, anche nel vangelo di Marco vengono riportati dei miracoli attraverso i quali l'evangelista vuole dimostrare la grandezza dell'autorità di Gesù (εξουσíα, exousia). Il capitolo 4 termina col racconto di Gesù che calma la tempesta sul mare di Galilea. Egli sta dormendo mentre il gruppo attraversa il lago a bordo di una barca coi suoi discepoli. Marco nota che hanno appena lasciato una grande folla e che essi hanno preso con loro l'indispensabile. Ad un certo punto si alza una tempesta che sveglia Gesù:
Egli, svegliatosi, sgridò il vento e disse al mare: «Taci, càlmati!» Il vento cessò e si fece gran bonaccia. Egli disse loro: «Perché siete così paurosi? Non avete ancora fede?» Ed essi furono presi da gran timore e si dicevano gli uni gli altri: «Chi è dunque costui, al quale persino il vento e il mare ubbidiscono?» (Marco 4,39-41)
La parola greca Σιώπα (siōpa) al versetto 39 significa "silenzio".
R. A. Cole, autore di un commentario al vangelo di Marco nella serie dei commentari di Tyndale del Nuovo Testamento, riporta:
Dobbiamo ricordare che i miracoli non sono magie senza senso ma sono designati a mostrarci chi era Gesù.

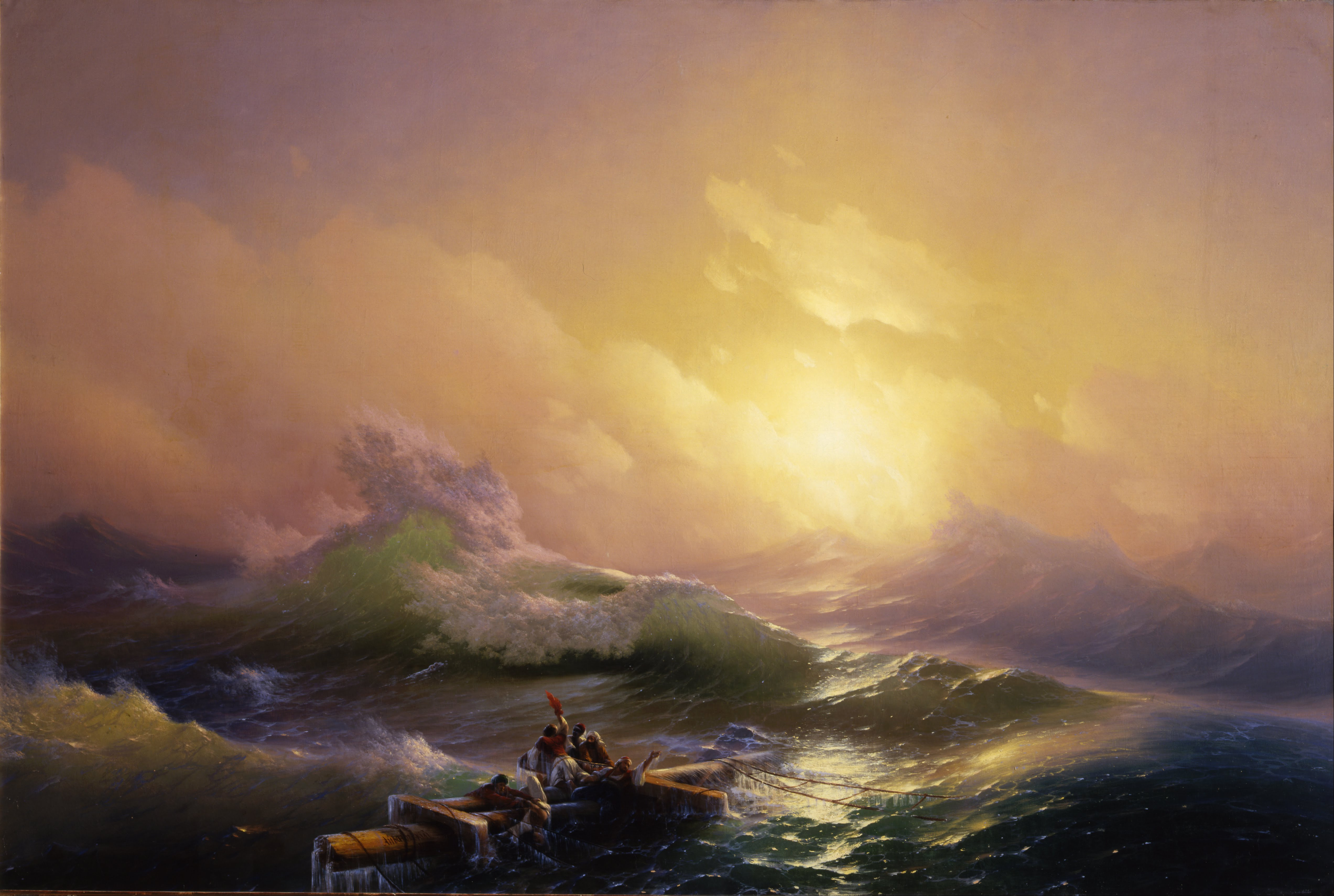
La nona onda di Ivan Constantinovich Aivazovsky (1817-1900)

La storia della tempesta calmata  ed i miracoli che seguono dimostrano l'autorità di Gesù sulla natura. Gesù ha autorità non solo sugli uomini, ma anche sui demoni, e non su uno solo, ma anche su intere legioni perché non li teme (si veda a tal proposito Marco 5). Al picco di questi miracoli, Gesù non guarisce solamente, ma risuscita una ragazza morta, fatto che i lettori vedono in grande contrasto col fatto che Gesù venga rigettato dal suo villaggio natio (Marco 6,1-6).